# 대한민국 형법 제317조
대한민국 형법 제317조는 업무상비밀누설에 대한 형법조문이다.

## 조문
제317조(업무상비밀누설) ① 의사, 한의사, 치과의사, 약제사, 약종상, 조산사, 변호사, 변리사, 공인회계사, 공증인, 대서업자나 그 직무상 보조자 또는 차등의 직에 있던 자가 그 직무처리 중 지득한 타인의 비밀을 누설한 때에는 3년 이하의 징역이나 금고, 10년 이하의 자격정지 또는 700만원 이하의 벌금에 처한다. <개정 1995.12.29, 1997.12.13>
②종교의 직에 있는 자 또는 있던 자가 그 직무상 지득한 사람의 비밀을 누설한 때에도 전항의 형과 같다.

第317條(業務上秘密漏泄) ① 醫師, 韓醫師, 齒科醫師, 藥劑師, 藥種商, 助産師, 辯護士, 辨理士, 公認會計士, 公證人, 代書業者나 그 職務上 補助者 또는 此等의 職에 있던 者가 그 職務處理中 知得한 他人의 秘密을 漏泄한 때에는 3年 以下의 懲役이나 禁錮, 10年 以下의 資格停止 또는 700萬원 以下의 罰金에 處한다. <改正 1995.12.29., 1997.12.13.>
②宗敎의 職에 있는 者 또는 있던 者가 그 職務上 知得한 사람의 秘密을 漏泄한 때에도 前項의 刑과 같다.

- 병원에서 분실된 진료기록의 일부를 당사자가 증거로 제출하는 것이 형법 제317조 제1항 소정의 업무상 비밀누설죄에 해당된다고 볼 수 없다.[1]

## 참고문헌
- 이경권. (2008, 12). 의료법 제19, 21조 및 형법 제317조와의 관계. 의료정책포럼, 6(4), 13-18.

## 같이 보기
- 비밀침해죄

1. ↑  대판 1992.5.22, 91다39320